# Avenue du Maréchal
L'avenue du Maréchal est une avenue de la commune bruxelloise d'Uccle, à proximité de la Forêt de Soignes.